# Aleš Mižigoj
Aleš Mižigoj, slovenski gospodarstvenik in častnik, * 8. julij 1928, Goriška Brda.
Mižigoj je najbolj znan po vodenju Medexa in kot najstarejši aktivni menedžer v Sloveniji.

## Življenjepis
Po končani srednji ekonomski šoli leta 1948 se je zaposlil v Litostroju in nadaljeval šolanje kot izredni študent na Ekonomski fakulteti v Ljubljani; po končanju vojaškega roka (postal je rezervni artilerijski častnik) je bil zaposlen na fakulteti (s polovičnim delovnim časom) kot vodja referata predvojaške vzgoje. Po diplomiranju je delal kot revizor (1958–59), direktor Stanovanjskega sklada občine Škofja Loka (1959–61), nato je postal komercialni direktor Medexa, kjer je bil glavni direktor celih 37 let (1964–2001), nato pa svetovalec svoje hčere Aleše Mižigoj, ki ga je leta 2001 zamenjala kot direktorica Medexa, do svoje upokojitve novembra 2018 (po dopolnjenih 90 letih in po 57 letih dela v tem podjetju kot najstarejši aktivni menedžer v Sloveniji). Podjetje Medex, ki ga je v začetku rešil pred stečajem, se je pod njegovim vodstvom razvojno okrepilo in doseglo mednarodni ugled.

## Odlikovanja in nagrade
Leta 1998 je prejel častni znak svobode Republike Slovenije z naslednjo utemeljitvijo: »kot uspešnemu gospodarstveniku ob sedemdesetletnici za zasluge na različnih področjih športa in izobraževanja«.
Prejel je tudi:
- red republike z bronastim vencem (1974)
- zlati orel (Tirolska) (1975)
- red dela z zlatim vencem (1979)
- nagrada Borisa Kraigherja (1980)